# Oedaspis quinquiefasciata
Oedaspis quinquiefasciata
 es una especie de insecto del género Oedaspis de la familia Tephritidae del orden Diptera. 
Becker la describió científicamente por primera vez en el año 1908.